# قنات ناصری
ماسوله شهری  در استان گیلان و از توابع بخش سردار جنگل شهرستان فومن است. ماسوله، در منطقه جنوب غربی استان گیلان و در فاصله ۳۶ کیلومتری شهر فومن و ۶۰ کیلومتری شهر رشت واقع شده است.
راه قدیمی ماسوله به خلخال که در گذشته شاهراه ارتباطی گیلان و آذربایجان بوده است به منظور حفاظت از محیط زیست، طبیعت بکر و میراث معنوی ماسوله و جلوگیری از تخریب منابع طبیعی و دخل و تصرف، با دخالت سازمان منابع طبیعی و ابخیزداری کشور و سازمان حفاظت از محیط زیست و پایگاه میراث فرهنگی ماسوله در چندین دهه گذشته از سمت استان گیلان حفاظت شده است.
این شهر در سال ۱۳۵۴ هجری خورشیدی طی شماره ۱۰۹۰ در فهرست آثار ملی به عنوان میراث فرهنگی و طبیعی به ثبت رسیده است. ماسوله در پی احداث جاده ارتباطی جدید بین گیلان و آذربایجان و نیز قحطی ۱۳۲۰ و … بیشتر جمعیت خود را از دست داد. پس از ثبت ماسوله به عنوان میراث فرهنگی و طبیعی، اجازه ساخت و ساز و توسعه شهر توسط شهرداری ماسوله (تأسیس ۱۳۱۱)، سازمان میراث فرهنگی و گردشگری و سازمان حفاظت محیط زیست و سازمان منابع طبیعی و ابخیزداری کشور داده نشد و مجموعه شهر تاریخی تقریباً به همان صورت قدیمی و تاریخی مورد حفاظت قرار گرفته است. این شهر هم‌اکنون در برابر مسائلی مانند ریزش سنگ، سیل، رانش زمین، زمین‌لرزه، تصرف به منظور توسعه عمرانی و انسانی و تخریب و… حفاظت می‌شود؛ و در صف انتظار جهت ثبت به عنوان میراث جهانی برای حفاظت بیشتر قرار دارد.
{ هزینه ورود به ازای هر ماشین: ۱۰۰ هزار تومان است (۱۴۰۳) }

## جمعیت
این شهر در بخش سردار جنگل قرار دارد و طبق سرشماری سال ۹۵، دارای جمعیت ۳۹۳ نفری است؛ که با این حساب، این شهر جزو ۱۰ شهر دارای کمتر از ۱۰۰۰ نفر جمعیت در ایران است.

## کالبد شهر تاریخی ماسوله
کالبد شهر تاریخی ماسوله متأثر از ارتباطات پیچیده و ویژگی‌های اجتماعی و اقتصادی این زیستگاه کهن است. طبیعت مرتعی و کوهستانی و از سوی دیگر فرهنگ و تمدن خاصی که اولین نمایه کالبدی آن قرار گرفتن خانه‌ها در ماسوله است، طوری که با یک نگاه گویی پلکان‌های بزرگی از کوه به دره کشیده شده‌اند.این وضعیت ساختمانی باعث شده‌اند که خانه‌های ماسوله بدون حیاط احداث گردند. در واقع سقف خانهٔ زیرین به عنوان حیاط خانه بالایی محسوب می‌گردد. بهترین مرفولوژی برای خانه‌های ماسوله به صورت برونگرا می‌باشد. در این فرم برای تأمین آسایش، ساختمان‌ها را تا حد امکان در ارتفاع بلندتر از سطح زمین و از دو یا چهار طرف باز به بناها این قابلیت را می‌دهد تا محدودیت‌های نورگیری در شرایط سخت آب و هوایی و دسترسی‌های افقی و عمودی مشکلی نداشته باشند. بافت شهری در ماسوله نوع همزیستی بین فضاهای سبز محیط طبیعی و معماری محیط مصنوعی ایجاد کرده است که خود از اصول معماری همساز با محیط زیست است. در واقع می‌توان چنین ادعا کرد که ماسوله یک باغ شهر تاریخی است. در ماسوله نیز مانند سایر شهرهایی که در منطقهٔ کوهستانی واقع شده‌اند، بافت شهری در قسمت پایین دره نمی‌گیرد، چون هنگام شب هوای سرد سنگین تر است و به پایین دره نفوذ می‌کند و همچنین در این قسمت از دره خطر سیل وجود دارداز طرف دیگر قسمت شمالی کوه همواره در سایه قرار دارد و بسیار سرد است. همچنین قسمت بالای کوه به دلیل شدت باد و نبود حصار برای کنترل آن، برای استقرار بافت شهری مناسب نمی‌باشد.

## گردشگری ماسوله
ماسوله شامل وسعتی معادل یکصد هکتار منطقه تحت حفاظت میراث فرهنگی و منابع طبیعی، یکی از خوش آب و هواترین نقاط ایران است که هر ساله پذیرای ده‌ها هزار گردشگر می‌باشد. شهر تاریخی و توریستی ماسوله به دلیل داشتن معماری منحصربه‌فرد در جهان شناخته شده است. ماسوله با کوهستان‌های مرتفع، جنگل و ییلاقات سرسبز از توریستی‌ترین مناطق شمالی ایران با جلوه‌های طبیعی فراوان به ویژه در اواخر بهار و فصل تابستان است و قلهٔ شاه معلم در ماسوله با ارتفاع ۳٬۰۵۰ متر بلندترین نقطه استان گیلان و هدفی جذاب برای گروه‌های کوهنوردی می‌باشد. دو هتل در داخل فضای معماری سنتی ماسوله و چندین هتل در جادهٔ منتهی به آن پذیرای گردشگران ایرانی و خارجی هستند همچنین تعداد زیادی مهمانخانه و خانهٔ اجاره‌ای هم در این زمینه وجود دارند.

## تاریخ

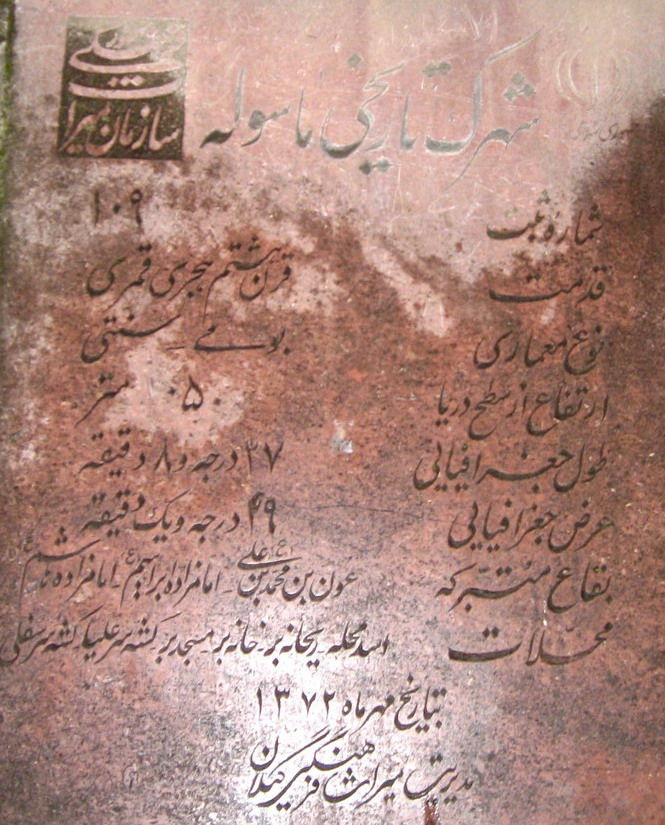
مشخصات شهرک تاریخی ماسوله در کتیبه میراث فرهنگی گیلان

حدود سده هشتم هجری (قرن ۱۴ میلادی) مردم کهنه ماسوله که در ۶ کیلومتری شمال غرب این شهر واقع است به همراه مردمانی از نقاط مختلف سرزمین گسترده ایران به نقطه‌ای که هم‌اکنون به عنوان شهر ماسوله شناخته شده است کوچ کردند.
سال‌شمار تحولات معاصر شهر ماسوله
- ۱۲۸۹: ایجاد کتابخانه (کتابخانه عمومی) ماسوله با هزار جلد کتاب خطی.
- ۱۲۸۹: تأسیس نخستین مدرسه در ماسوله (مدرسه اسلامیه).
- ۱۲۹۳: تأسیس نخستین مدرسه دولتی (مدرسه ایمان).
- بهمن ۱۲۹۴: رویارویی قوای جنگل با قوای روس در جریان اشغال ایران در جنگ جهانی اول.
- ۱۲۹۵: تأسیس اداره پست.
- ۱۳۰۴: تأسیس اداره دارایی.
- ۱۳۰۸: تأسیس اداره آمار (ثبت احوال).
- ۱۳۱۱: تأسیس شهرداری ماسوله.
- ۱۳۱۶: راه اندازی تلفن.
- ۱۳۱۷: تأسیس اداره امنیه.
- ۱۳۲۴: رویارویی قوای دولتی در ماسوله با فرقه دموکرات آذربایجان که از راه ماسوله قصد ورود به گیلان را داشت. (فرقه دموکرات آذربایجان نام سازمانی سیاسی بود که شوروی برای ضمیمه ساختن شمال غربی ایران به خاک خود در سال ۱۹۴۵ میلادی تأسیس کرد).
- ۳۰ مرداد ۱۳۵۴: ثبت ماسوله در فهرست آثار ملی به شماره ۱۰۹۰.
- شهریور ۱۳۸۵: ثبت کهنه ماسوله در فهرست آثار ملی.[۲]
- ۱۳۵۶ تدوین اولین ضوابط حفاظتی میراث فرهنگی بافت
- ۱۳۷۶ ابلاغ مجموعه ضوابط حفاظتی عرصه و حریم ماسوله
- ۱۳۹۳ ابلاغ ضوابط حفاظتی بازنگری حریم و عرصه منظر فرهنگی ماسوله
- ماسوله هم‌اکنون در فهرست موقت میراث جهانی یونسکو ثبت شده است و در انتظار ثبت در فهرست قطعی میراث جهانی است. گفته می‌شود عدم هماهنگی مسئولین اجرایی و سیاسی استان گیلان مانع جدی در تحقق این مهم بوده است.

ماسوله در پی احداث جاده ارتباطی جدید بین گیلان و آذربایجان و نیز قحطی ۱۳۲۰ و … بیشتر جمعیت خود را از دست داد. کاروانسراهای شاهراه ارتباطی شمال و آذربایجان از رونق افتادند و بازار داد و ستد و صنایع فلزی و چرم آن نیز از دور افتاد. .

## کهنه ماسوله
در ۱۰ کیلومتری بالاتر از ماسوله جدید، ماسوله قدیم با آثار و بازمانده‌های انسانی از قبیل سنگ کوره و کوره‌های ذوب آهن اسفنجی و… در منطقه‌ای گسترده پراکنده شده است که جزء آثار باستانی به‌شمار می‌آیند. طی کاوش‌های انجام شده توسط علی اصغر مقری از محوطه باستانی کهنه ماسوله سفالینه هائی متعلق به قرون پنجم تا هشتم هجری قمری بدست آمده است.
بعد از او کاوشهای بهروز همرنگ در سال ۱۳۹۰ به کشف آثاری از دوره پارتی و دوره‌های پس از آن در این محوطه منجر شد که نشانگر تداوم فعالیت‌های ذوب آهن اسفنجی در محدوده از دوره پارتی تا دوره قاجار می‌دهد. تفسیرهای باستان شناسان از کاوش‌های همرنگ و مقری حاکی از یافته بسیار مهم کوره‌های چند مرحله ای ذوب آهن اسفنجی در کهنه ماسوله و مناطق اطراف آن است. کوره‌های چهار مرحله ای ذوب آهن اسفنجی ماسوله در دیگر مناطق مشاهده نشده است. کهنه ماسوله در سال ۱۳۸۵ در فهرست آثار ملی قرار گرفت.

## جغرافیای ماسوله
شهر امروزی ماسوله شامل مجموعه معماری سنتی ازرشمندی است است که در دل ژرف طبیعت رشته کوه‌های سرسبز با وسعتی معادل ۱۰۰ هکتار در مختصات جغرافیایی ۴۸ درجه، ۵۹ دقیقه طول شرقی و ۳۷ درجه، ۹ دقیقه عرض شمالی قرار دارد؛ و محدوده آن از سمت شمال به شهرستان ماسال، از سمت جنوب به طارم علیا (استان زنجان)، از سمت شرق به جلگه شهر فومن و از سمت غرب به شهرستان خلخال (استان اردبیل) می‌رسد محدوده مرکزی ماسوله از سه جهت شمال، جنوب و غرب به کوه و از طرف شرق بر درهای زیبا مشرف است ارتفاع آن از سطح دریاهای آزاد برابر با ۱۰۵۰ متر است آب و هوای ماسوله کوهستانی، با تابستان‌های خنک و زمستان‌های سرد و پر برف است اطراف ماسوله پوشیده از جنگل است و راه اصلی ارتباطی آن، جاده ایست که به سمت فومن کشیده شده است

## معماریماسوله
ماسوله دارای معماری منحصربه‌فردی است. محوطه جلوی خانه‌ها و پشت بام‌ها هر دو به عنوان پیاده‌رو استفاده می‌شوند. بافت معماری ماسوله در دوران زندیه شکل گرفته است و خیابان‌های کوچک و پله‌های بسیار به هیچ وسیله نقلیه موتوری اجازه ورود نمی‌دهد. معماری ماسوله در یک جمله توصیف می‌شود: حیاط ساختمان بالایی پشت بام ساختمان پایینی است. تعداد طبقات ساختمان‌ها معمولاً تا دو طبقه می‌رسد.

## محله‌های ماسوله

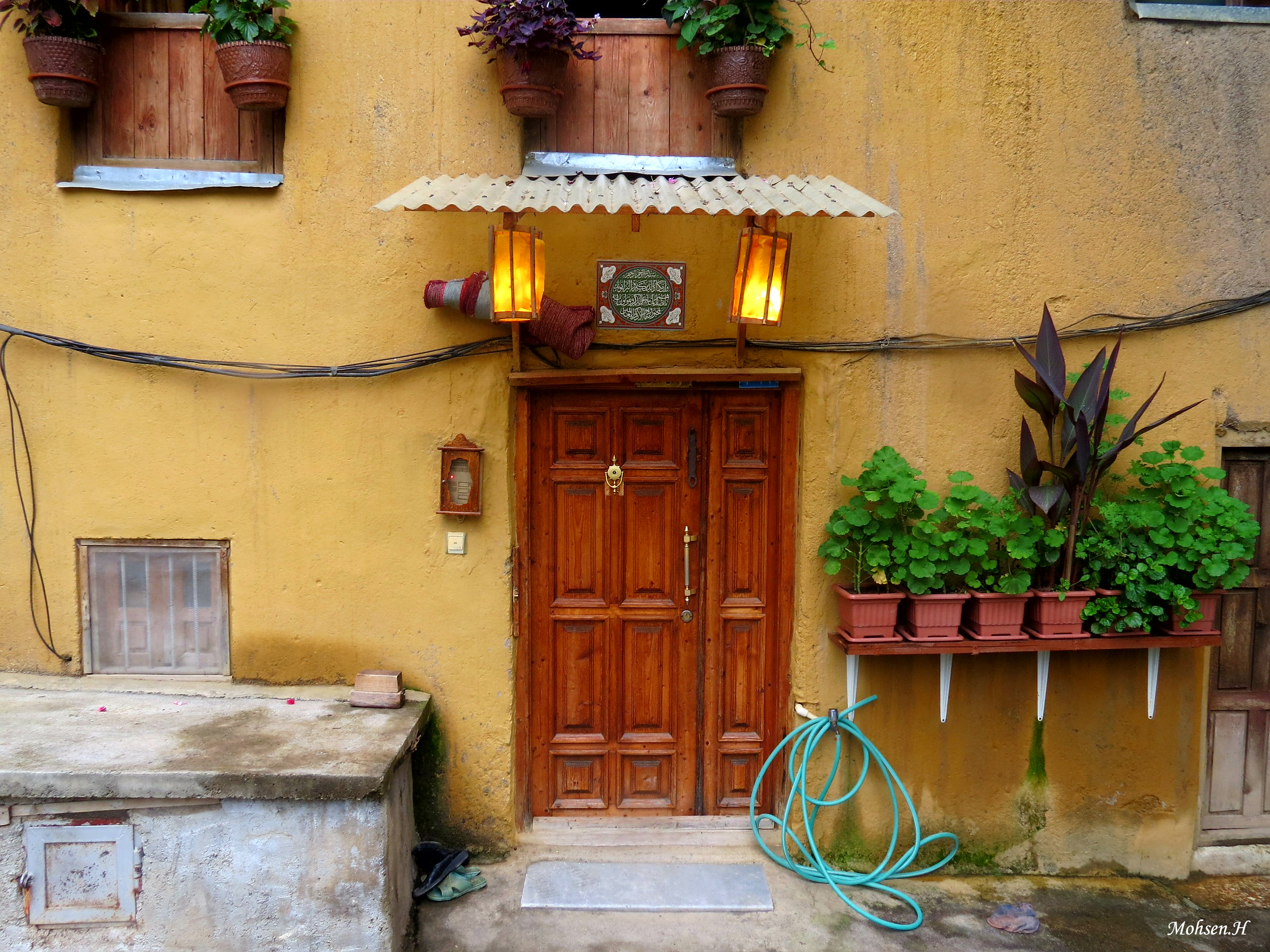
خانه ای در ماسوله

ماسوله دارای ۴ محله اصلی به نام‌های «خانه بر» (کَ وَر)، «مسجدبر» (مَزَ وَر)، «کِی‌سَر» شامل کَفا کِی‌سَر و بِنَ کِی‌سر و «اسد محله» (اَسَ مَل) و بازاری در چهار طبقه است که هر چهار محله به‌طور مستقل به بافت بازار شهر ارتباط بی‌واسطه دارند. در حال حاضر در ماسوله بیش از ۳۵۰ واحد مسکونی وجود دارد که در گذشته (حدود ۱۰۰ سال پیش)، این تعداد ۶۰۰ واحد بوده است. وجود بیش از ۱۲۰ واحد تجاری در محدودهٔ بازار آن، بیش از ۴ کاروان سرا، ۲ حمام خزینه‌دار، بیش از ۳۳ چشمهٔ عمومی (خونی)، ۱۰ مسجد و ۵ امام زاده حاکی از رونق و شکوفایی این شهر در دوره‌های متاخر می‌باشد. جمعیت ماسوله طی ۶۰ سال گذشته کاهش یافته است.

## اقتصاد ماسوله
قرار داشتن در شاهراه ارتباطی سابق و وجود هشت کاروانسرا موید این مطلب است که پیشه بسیاری از مردمان ماسوله داد و ستد بوده است. صنایع دستی ماسوله شامل صنایع فلزی و چوبی نیز تا حدود دهه شصت رواج داشته که در حال حاضر به کلی از بین رفته است. اقتصاد ماسوله در حال حاضر مبتنی بر توریسم است.

## پیدایش ماسوله
ماسولهٔ قدیم یا «کهنه ماسوله» که در فاصله «هشت کیلومتری غرب جاده ماسوله به خلخال» قرار گرفته است سکونتگاه اصلی و اولیه ماسوله ای‌ها بوده است که اکنون آنچه در این مکان به چشم می‌خورد سنگ دیوار بناهای آن است. در نخستین کاوش‌های باستانشناسی شهرستان فومن که در شهریور ماه ۱۳۷۴ توسط هیئت پژوهشکده باستانشناسی سازمان میراث فرهنگی استان گیلان در این محوطه صورت گرفت مشخص شد که از سده پنجم تا هشتم هجری «کهنه ماسوله» به عنوان یکی از مراکز مهم در زمینه فلزکاری بوده است. همچنین سفالینه‌های لعابدار با رنگ‌های متنوع که مشخصات دوره سلجوقی را داشته‌اند در این منطقه کشف شد این ناحیه به دلیل اهمیت و اعتبار تاریخی آن در شهریور ۱۳۸۵در فهرست آثار ملی ثبت شد.
دربارهٔ منتقل شدن ماسوله ای‌ها به مکان فعلی آرای مختلف و گوناگونی ارائه شده است یکی از روایت‌ها اینست که عون بن علی از نوادگان امام اول شیعیان به همراه سید جلال الدین اشرف از فرزندان موسی کاظم امام هفتم شیعیان که مزارش در شهر آستانه اشرفیه گیلان قرار دارد در جنگی در حوالی طارم زنجان زخمی شد و راه ماسوله در پیش گرفت و در مکان فعلی ماسوله جان سپرد و به خاک سپرده شد. سپس به تدریج ماسوله ای‌ها در اطراف مزارش خانه ساختند و بدین ترتیب ماسوله فعلی شکل گرفت.
روایتی زلزله بزرگ‌سال ۸۹۰ هجری قمری را علت کوچ ماسوله ای‌ها به مکان فعلی بیان می‌کند و روایتی دیگر نیز همه گیر شدن بیماری طاعون در سال ۹۴۳ هجری قمری در کشور را دلیل جا به جایی ذکر می‌کند؛ ولی بر اساس مشهورترین روایت، که سند آن در حاشیه یک کتابی خطی ـ موجود کتابخانه ملی رشت نگه داری می‌شود، شکل‌گیری ماسوله به فاجعه حمله مغول به ایران منتسب است. در واقع بعد از حمله مغول به ایران و مهاجرت‌های گسترده اقوام ایرانی، گروهی از تجار، روحانیان، صاحبان حرف از اقصی نقاط کشور به ویژه از خراسان و آذربایجان به منطقه گیلان که در آن زمان منطقه ای امن محسوب می‌شده است پناه آورده و با همراهی مردمان بومی منطقه، که عموماً تالش بودند ماسوله به مثابه شهر را بنیاد نهادند. نسل‌های بعدی، در همین مکان جدید هم ماندگار شدند و شهری که مرکز داد و ستد و شاهراه ارتباطی بین گیلان و آذربایجان (زنجان و خلخال و سایر شهرها) بود و بازار، کاروانسراهای و صنایع فلزی و غیر فلزی آن رونق فراوان داشت با کاهش چشمگیر مواجه شد. زمانی قرار گرفتن ماسوله در نقطه ثقل گیلان، زنجان و آذربایجان اهمیت ویژهای به آن بخشیده بود ولی با ایجاد راه‌های اصلی بین گیلان و آذربایجان و گیلان و زنجان از دیگر مسیرها، ماسوله رونق اقتصادی و به دنبال آن، جمعیت خود را از دست داد اشغال کشور در سال ۱۳۲۰ خورشیدی در جریان جنگ جهانی دوم و هرج و مرج ناشی از آن نیز بر مهاجرت اهالی ماسوله تأثیرگذار بود. شهرداری ماسوله در سال ۱۳۱۱ هجری خورشیدی تأسیس شد ولی در سال ۱۳۱۸ تعطیل گردید؛ و در سال ۱۳۴۱ مجدداً شروع به کار کرد.
مردم ماسوله نقش والایی در تاریخ جنبش جنگل در برابر تهاجم روسیه و بریتانیا داشته‌اند. ماسوله ای‌ها به قوای جنگل کمک می‌کردند و عده‌ای مانند شهید باباغلامعلی در کنار آن‌ها می‌جنگیدند.

## زبان ماسوله
مردم ماسوله تالش هستند و به گویش جنوبی زبان تالشی سخن می‌گویند.
تالشی در بخش‌هایی از غرب گیلان، جنوب شرقی اردبیل و جنوب جمهوری آذربایجان رایج است که به زبان اوستایی و زبان تاتی بسیار نزدیک است. دین مردم ماسوله اسلام و مذهبشان شیعه است.
تالشی از خانواده زبان‌های ایرانی شمال غربی و زبان‌های کاسپین است. گویش جنوبی زبان تالشی به زبان تاتی بسیار نزدیک و به صورت دوطرفه قابل فهم می‌باشد اما در عین حال این دو زبان به عقیده برخی زبانشناسان متفاوت از هم هستند. تالشی همچنین هم‌ریشه با دیگر زبان‌های کاسپین همچون گیلکی و مازندرانی است ولی با آن‌ها تفاوتی آشکار دارد. تات‌ها و تالش‌ها و مازندرانی‌ها و گیلک‌ها به زبان‌هایی سخن می‌گویند که در بسیاری موارد با زبان فارسی تفاوت داشته و با مادی و پارتی و اوستایی مشابهت دارد. زبان تالشی مشابهت با زبان‌های اوستایی و کردی دارد. همچنین این زبان به زبان آذری باستان نزدیک است.«زبان تالشی» از زبان‌های ایرانی شمال غربی محسوب می‌شود که با زبان مادی، پارتی و اوستایی و نیز با زبان آذری باستان - و نه ترکی ـ شباهت بسیاری دارد.
چند نمونه از تشابه زبان پهلوی و تاتی با تالشی و گیلکی و فارسی:
↓پهلوی ↓تاتی ↓تالشی ماسوله ↓گیلکی ↓فارسی
سوچ ← سوچ ← سوچ ←سوچ ← سوز
کالجار ← کلنجار ←کَلَنجار←کلنجار← جدال
مزگت ← مچت ← مَچِّت←مسچد، مچّد ← مسجد
وات ← وا ← وا←وا ← باد
وره ک ← وره ← وَرَّه ←وره← برّه
وهرگ ← ورگ ← وَرگ←ورگ، گورگ ← گرگ
وچک - وچه - وَچَه-وچگ - بچه
وس ← وس ← وَس←وس ← بس
چند نمونه از تشابه زبان اوستایی، تالشی ماسوله و گیلکی و فارسی:
↓اوستایی ↓ تالشی ماسوله ↓گیلکی ↓فارسی
اَش ← چِم ←چوم← چشم
اَهمه ← اَمَ ←اما، امه← ما
کارِتَه ← کاردَه ←کارد← کارد
سوخره ← سُر ←سورخ← سرخ
زَن ← زونِه ←دانستن← دانستن
اَواَ ← اَوَر ←اوره، اویه← آنجا
ایس‌بی ← ایس‌پی ←ایسپی← سفید
آسن ← آسِن ←آهین← آهن
خته ← خُتَه ←خوتن، خوفتن← خوابیدن
نمونه‌ای از شعر فولکور تالشی با معادل فارسی:
بند سرون شیمه مرزه به مرزه: کوه‌ها را یکی پس از دیگری پشت سر گذاشتم
ویندمه الاله تا بندی کا لرزه: دیدم گل آلاله‌ای در کوهستان می‌لرزید
واتم الاله تا چی را ت لرزی: گفتم ای گل آلاله چرا لرزان هستی
واتش ترسم بشی من پس بیرزی: گفت می‌ترسم بروی و مرا تنهایم بگذاری
زبان تالشی به مادی و پارتی شبیه است. و نیز مشابهت با زبان‌های اوستایی و کردی دارد. همچنین این زبان به زبان آذری باستان نزدیک است.«زبان تالشی» از زبان‌های ایرانی شمال غربی محسوب می‌شود و نیز با زبان آذری قدیم شباهت بسیاری دارد. هر چند تالشی با زبان گیلکی (زبان اصلی مرکز و شرق گیلان) متفاوت است ولی ماسوله ای‌ها از گذشته به واسطه ارتباط با فومن به راحتی گیلکی صحبت می‌کردند.

## فرهنگماسوله
نکته دیگر بارزی که در فرهنگ مردم ماسوله وجود دارد، پذیرا بودن است. آنچه از آیین گذشته ماسوله به جا مانده است، مراسم سنتی ماه محرم است؛ که از جاذبه‌های فرهنگی - توریستی ماسوله به‌شمار می‌رود و هر ساله جمعیت عظیمی را به خود جلب می‌کند و نکته جالب اینکه بر خلاف بسیاری از نقاط، خطیب و مداح و بازیگران تعزیه هیچ مبلغی دریافت نمی‌کنند. چون امکان ساخت و ساز در ماسوله بسیار محدود است (تنها خرابی‌ها قابل بازسازی است) جمعیت ساکن و ثابت ماسوله حدود کمتر از ۱۰۰۰ نفر است ولی چند ده برابر ساکنین ثابت آن در شهرهای بزرگ ایران و خارج از ایران ساکن هستند. رستوران ماسوله در شهر شیکاگو در ایالات متحده آمریکا معرف ماسوله و غذاهای ایرانی و گیلانی با مدیریت عظیم نصیری ماسوله است.

## چگونگی تشرف مردم ماسوله به اسلام
هرچند اسناد مکتوبی از چگونگی صحیح، در تشریف به اسلام از جانب ماسوله‌ای‌ها در دست نیست ولی دلایل زیر می‌تواند ما را به یک واقعیت مطلوب راهنمایی نماید.
· وجود حضرت عون ابن محمد ابن علی بن ابیطالب در ماسوله
· تاریخ حک‌شده بر روی یکی از علم‌های محلات اربعه ماسوله به تاریخ ۱۳۸ هـ ق با اسم شخص محرز آن و نام تهیه‌کننده او.
· انجام مراسم مذهبی که طبق سندیت ۸ قرن از بزرگداشت آن می‌گذرد.
· وجود ۱۰ مسجد و ۲ حسینیه در مجموعه شهر ماسوله.
· وجود بقعه متبرکه، امام‌زاده هاشم، امام‌زاده ابراهیم، امام‌زاده عین الدین و امام‌زاده زید الدین. بیان مطالب سینه‌به‌سینه توسط قدمای ماسوله ما را به این حقیقت نزدیک می‌نماید. در سال۲۲ هجری که آذربایجان توسط سپاه اسلام فتح گردید و آهنگ اسلام در سرتاسر نواحی آن پیچید شهرها و روستاهای دور نزدیک آذربایجان یکی پس از دیگری مجذوب دین مبین اسلام می‌شد در سال ۳۵ هجری هنگامی‌که فرستادگان اسلام در حاکمیت (عتبه فرقه و پاسازیه الخزاعی والی آذربایجان) برای ابلاغ پیام صلح و دوستی اسلام عازم طبرستان بودند از طریق شال- کلور- ماجلان- اندرق وارد اولین نقطه گیلان شدند (کهنه ماسوله) و زمانی متوجه شدند که اهالی کهنه ماسوله زرتشتی می‌باشند لذا ضمن معرفی خود به‌عنوان نمایندگان اسلام و علت عزیمت به شهر کهنه ماسوله وارد گردیده‌اند؛ و مردم ماسوله نیز پس از تأملات با آذربایجان مشتاق به پذیرش دین مبین اسلام گردیده‌اند.
در سال ۱۳۴۷ حاج محمدعلی دژم فکر به فرمایش پدر ملاربیع دژم فکر استاد و مدرس قرآن و اخلاق ماسوله به همراه معین فاضلی و درویش دانادوست تصمیم به ساخت علامتی به شکل علامت ماسوله جهت اجرای مراسم عزاداری اباعبدالله الحسین به سبک خود ماسوله اما در پایتخت تهران می‌گیرند و در سال ۱۳۴۸ مسجد قنات آباد در مولوی تهران انتخاب می‌شود و از سال ۱۳۵۰ مراسم به‌طور رسمی و باشکوه هرچه تمام تر برگزار شد.
جمعیت دینی اهالی ماسوله مقیم مرکز در سال‌های اوج با هدایت و رهبری حاج محمدعلی دژم فکر به عنوان ریاست هیئت تا سال ۱۳۹۰ به فعالیت خود ادامه داد.

## وجه تسمیه نام ماسوله
نام ماسوله یا با تلفظ اصلی "Mooslah" به زبان تالشی از سدهٔ هشتم و نهم هجری به بعد به همین صورت کنونی خود کاربرد دارد. برخی آن را برگرفته از نام کوهی در جوار ماسوله به نام «ماهسالار» می‌دانند به باور ایشان این ناحیه ابتدا «ماسالا» خوانده می‌شد و بر اثر کثرت استعمال بعدها به «ماسوله» مبدل شد.
به روایتی دیگر کلمه «ماسوله» از دو بخش «ماس» و «اوله» تشکیل شده است. بخش نخست در فرهنگ‌های ایرانی به معنای کوه و مانع و بخش دوم نیز به معنای بلند است که در ترکیب با «های» تصغیر به مفهوم «مانند» آمده است؛ بنابراین ماسوله را می‌توان «کوه بلند» و «کوه مانند» معنا کرد.
با تکیه بر زبان‌های سانسکریت و پارسی پهلوی آن را «ماه کوچک» یا «سرزمین ماه کوچک» نیز معنا کرده‌اند. برخی این نام را برگرفته از نام «موصل» شهری در اقلیم کردستان می‌دانند و معتقدند ماسوله ای‌های اولیه کرد بودند و آیین ایزدی داشتند. حال اگر از پیشینه تشیع و مراسم خاص ماه محرم ماسوله بگذریم در این وادی به یک تفاوت ساده میان «ص» و «س» و نیز تشابه نامی ماسوله با ماسال شهری که در نزدیکی ماسوله قرار دارد توجه نشده است از این رو این تعبیر سطحی به نظر می‌رسد این تعبیر باعث داستانسرایی‌های دیگری نیز توسط افراد مغرض یا بی سواد شده است که ایزدیان را به یزید خلیفه اموی مرتبط کرده‌اند و …
تعبیری دیگر ماسوله را کلمه‌ای عربی و مرکب از واژهای «ما»، «سو»، «ل» و «ه» و به معنای «جایگاهی که فقر و زشتی در آن راه ندارد» معنا می‌کند.
بسیاری از پژوهشگران چنین توجیه و روایاتی را صحیح نمی‌دانند. آنچه صحیح تر به نظر می‌رسد این است که:
با توجه به شباهت نام ماسوله با نام ماسال، (شهری در نزدیکی ماسوله) و روستایی به نام ماسوله خانی در شهرستان ماسال و نیز با توجه به اینکه ابتدا این نام مربوط به کهنه ماسوله یا ماسوله قدیم که به زبان تالشی (Knah mooslah) تلفظ می‌شود بوده است، هسته اصلی مردم ماسوله که از کهنه ماسوله به ۸ کیلومتر پایین‌تر جابه‌جا شده‌اند. مانند مردم ماسال تالش (تیره آریایی ساکن در البرز غربی) بوده‌اند. معماری ماسوله که متعلق به دوران زند است مانند بسیاری از نقاط سرزمین پهناور ایران در استان اردبیل مانند کزج و استان کردستان مانند اورامان و خراسان رضوی مانند روستای کنگ و استان مرکزی مانند وفس پلکانی ساخته شده است. به فراخور آب و هوا، شیب زمین، برای دفاع راحت‌تر در برابر گروه‌های چپاولگر و البته برخورداری از معماران چیره‌دست زنجیروار ساخته شده است و نیز شواهدی چون گویش قدیمی‌های ماسوله که حتی به فارسی پیش از ورود اعراب بر می‌گردد مثلاً «هفت»، «هپت» و «اسب»، «اسپ» تلفظ می‌شود و به «خانه»، «ک ء» گفته می‌شود همان‌طور که در فارسی باستان گفته می‌شد و مرد را کدوان و زن را کدبانو می‌گفتند و در واقع می‌شود گفت ماسوله شهری است با ناگفته‌ها و ناشناخته‌های بسیار.

## ثبت ماسوله در فهرستمیراث جهانی
ثبت جهانی ماسوله از سال ۹۰ در دستور کار قرار گرفت، اما نبود مدیریت یکپارچه شهری و وجود ۱۱ ساختمان اداره برق، آب و فاضلاب، مخابرات، هواشناسی، تعاونی صنایع دستی، درمانگاه، دو واحد تجاری، دو واحد مسکونی در حریم فضای سبز مانعی بر سر راه جهانی شدن ماسوله شده است.
برای رفع این مشکل در مرحله اول پیشنهاد شده تا دو ساختمان اداره برق و مخابرات به‌طور موقت برای ۳ تا ۵ سال به داخل بافت ماسوله انتقال داده شود که با تخریب این دو بنا بخشی از حریم فضای سبز ماسوله آزاد شده و مراحل ثبت ادامه خواهد یافت.
اگرچه از سال ۷۶ نواحی پایین دست بافت تاریخی ماسوله در حریم فضای سبز قرار گرفت و ساخت و ساز در آن ممنوع شد، اما مشکل ۱۱ ساختمان ناهمگون که در این قسمت این شهر تاریخی قرار دارد تاکنون حل نشده است.
در حال حاضر مدیریت دستگاه‌های خدمات‌رسان در شهرک تاریخی ماسوله جداگانه است که بر اساس شرط یونسکو باید این مدیریت منسجم و یکپارچه شود.
شهر تاریخی ماسوله به تاریخ ۱۳۵۴/۵/۳۰ به عنوان اولین شهر تاریخی زنده کشور به صورت یک مجموعه کامل در فهرست آثار ملی ایران به ثبت رسیده است.

## ماسوله به عنوان نمونه زنده بوم‌شهر
ماسوله را می‌توان یک اکوشهر یا بوم‌شهر و به عنوان یک مکان بوم‌محور و نمونه ایرانی و زندهٔ آن محسوب کرد چرا که بسیاری از ویژگی‌های آن شامل موارد ذیل با معیارهای بوم‌شهر قابل تطبیق هستند: سرانه بالای فضای سبز در سطح شهر مشهود است، از گستردگی شهری پرهیز شده است، اختلاط کاربری در آن وجود دارد و مراکز تجاری و خدماتی در بازار چهار طبقه در مرکز شهر تجمع یافته‌اند، محیط مصنوع شهر منطبق بر بستر طبیعی است و شهر منطبق بر خطوط توپوگرافی در قسمت جنوبی با جهت‌گیری مناسب در میانهٔ شیب کوه و با مصالح بوم‌آور ساخته شده است، خودرو در کوچه‌های آن راه ندارد و دسترسی پیاده حتی در قسمت‌های ماشین‌روی آن نیز اولویت دارد، آب شهر مستقیماً از چشمه‌های بالای شهر تأمین شده و با استفاده از شیب جریان پیدا می‌کند، تنوع زیستی از گیاهان گرفته تا پرندگان در شهر مشهود است و حس تعلق به مکان در کل منظر تاریخی شهر و خانه‌های آن درک می‌شود. نشانه‌های بوم شهر در حالی در شهر تاریخی ماسوله قابل درک و شناسایی است که این مکان در شمار میراث ملی ایران قرار دارد و از سال ۱۳۵۴ هجری خورشیدی از گسترش شهر جلوگیری شده و طبیعت، خانه‌ها، بافت و منظر تاریخی آن به عنوان میراث طبیعی و فرهنگی مورد حفاظت قرار گرفته است. با این وجود، زندگی در آن جریان دارد و علاوه بر گردشگرپذیر بودن دارای شهروندان دائمی نیز می‌باشد.

## نگارخانه

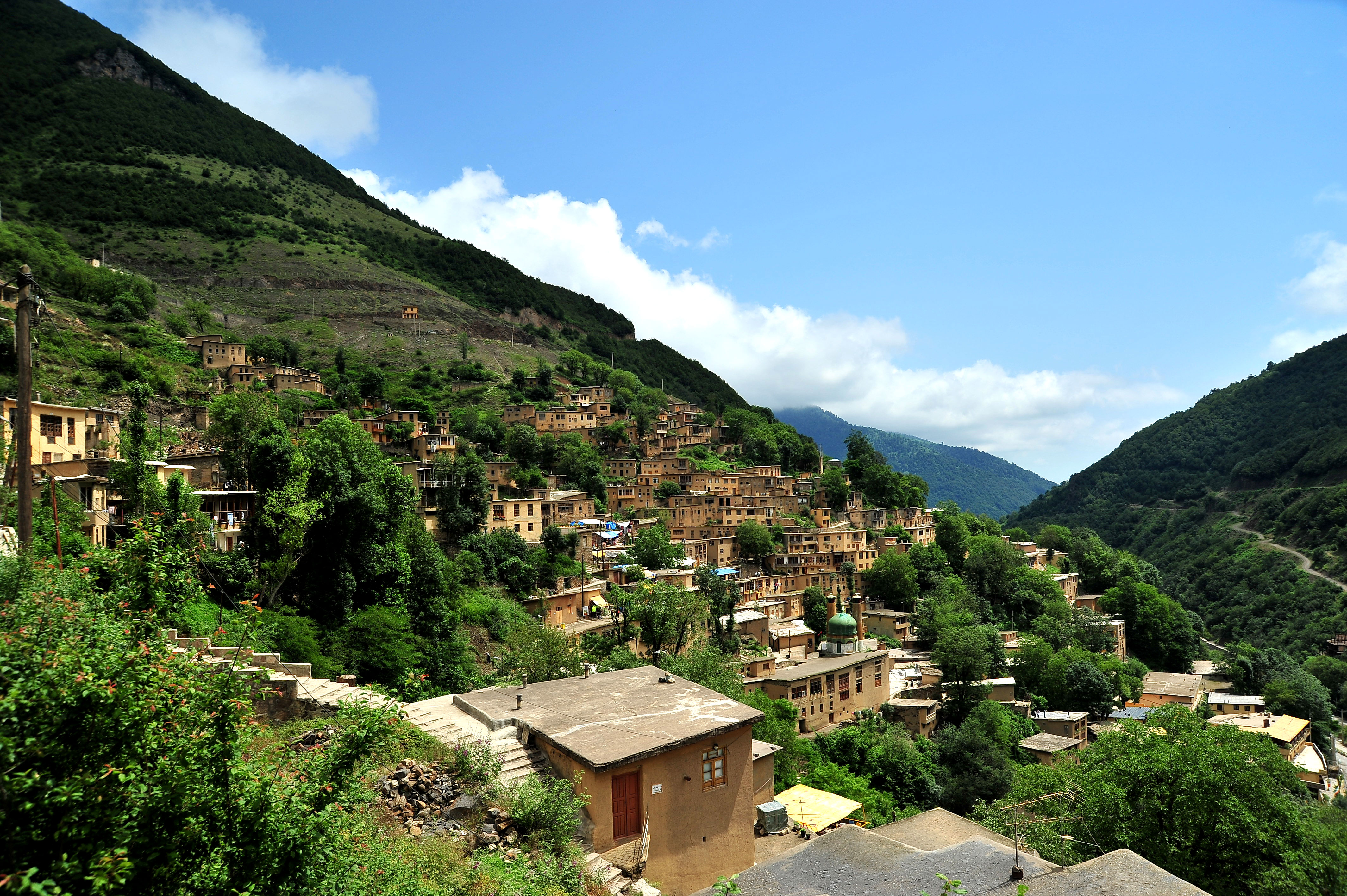
دورنمایی از ماسوله
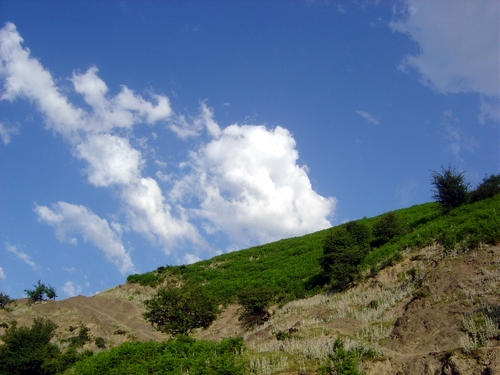
کوه‌های شاه معلم ماسوله
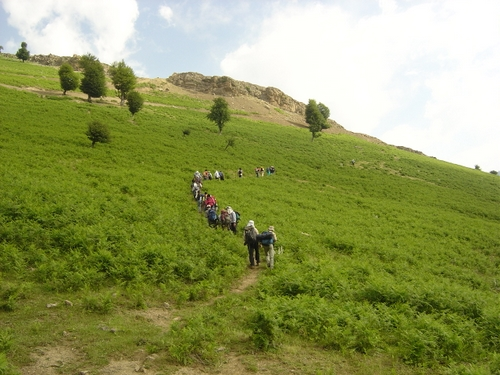
کوه‌های شاه معلم ماسوله
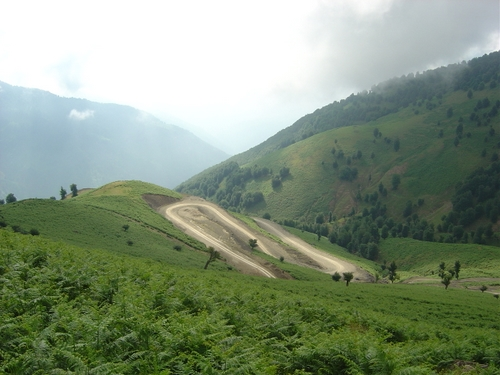
کوه‌های شاه معلم ماسوله
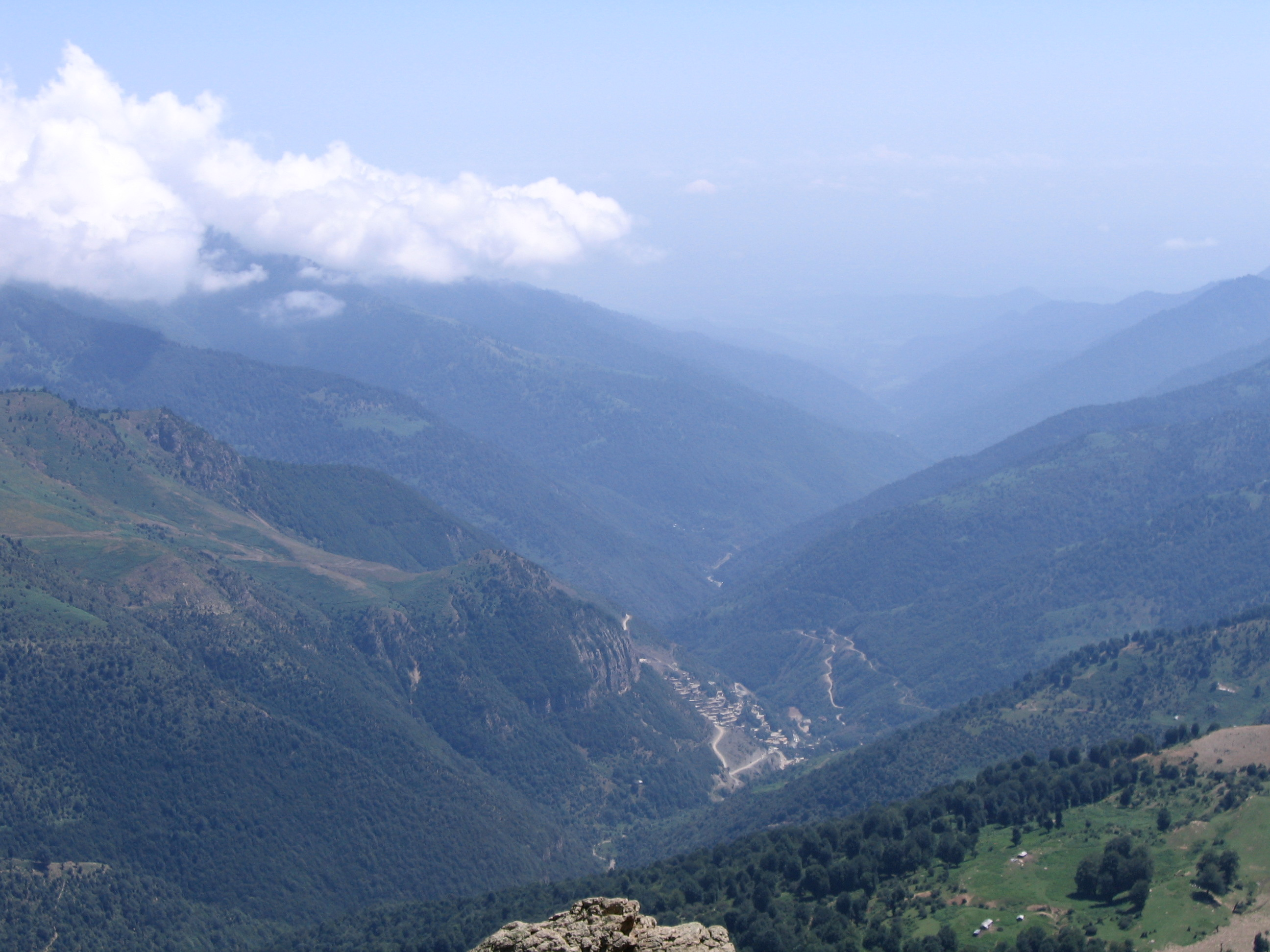
در راه ماسوله، گیلان
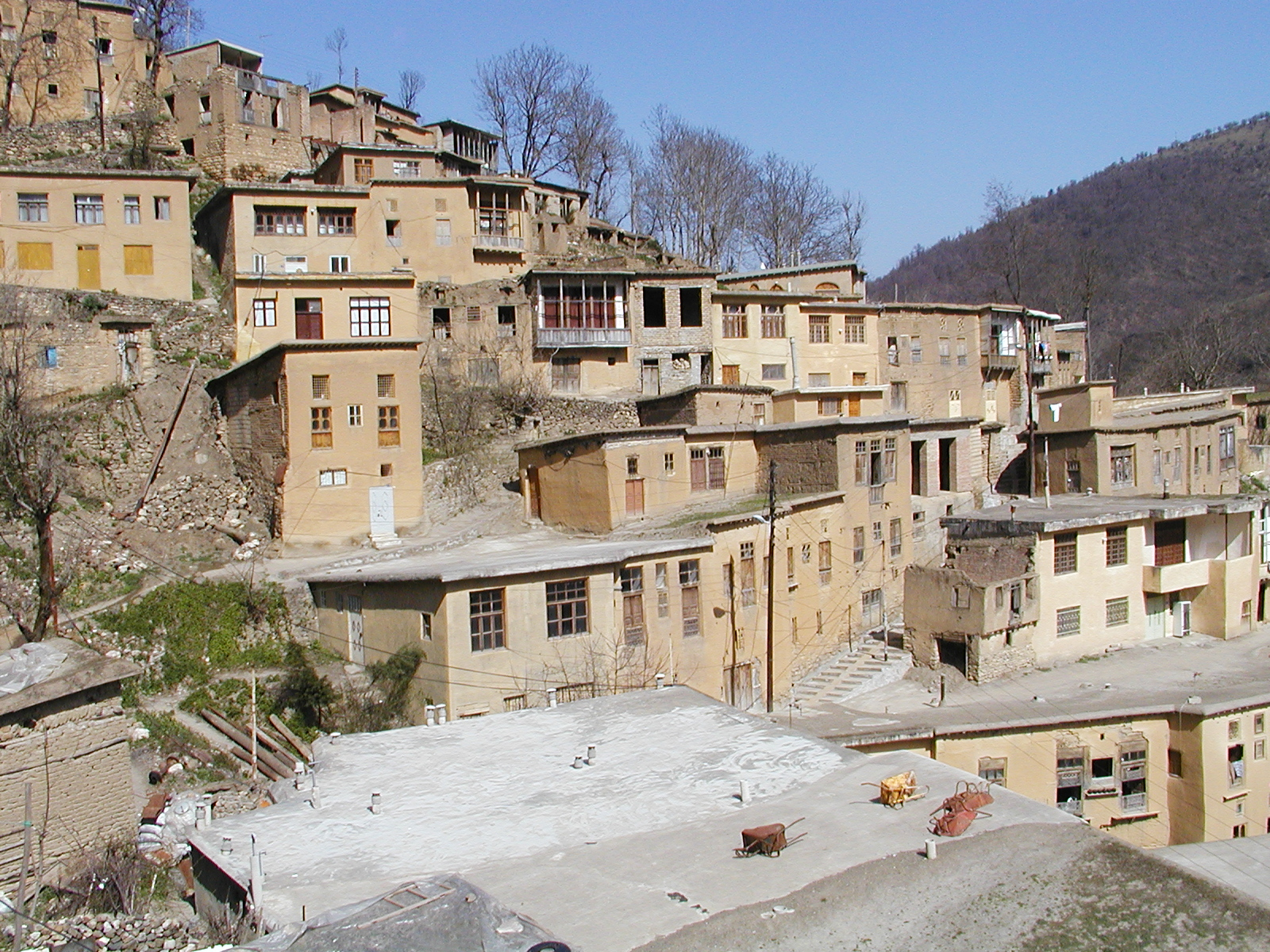
معماری ماسوله
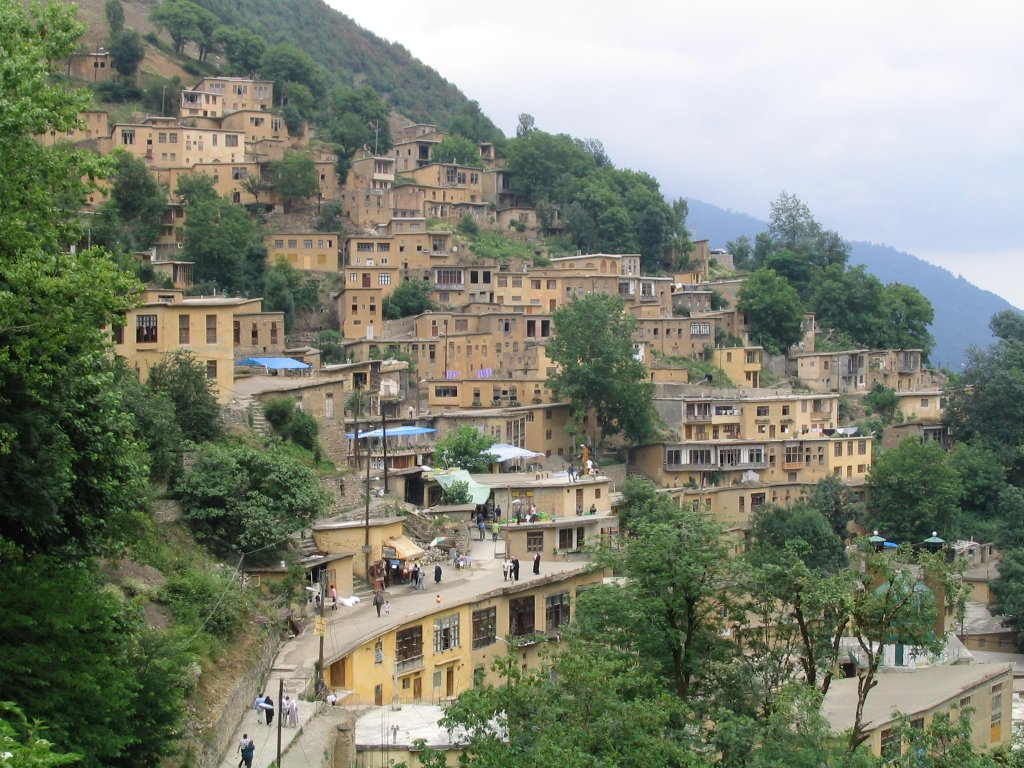
نمایی از شهر ماسوله
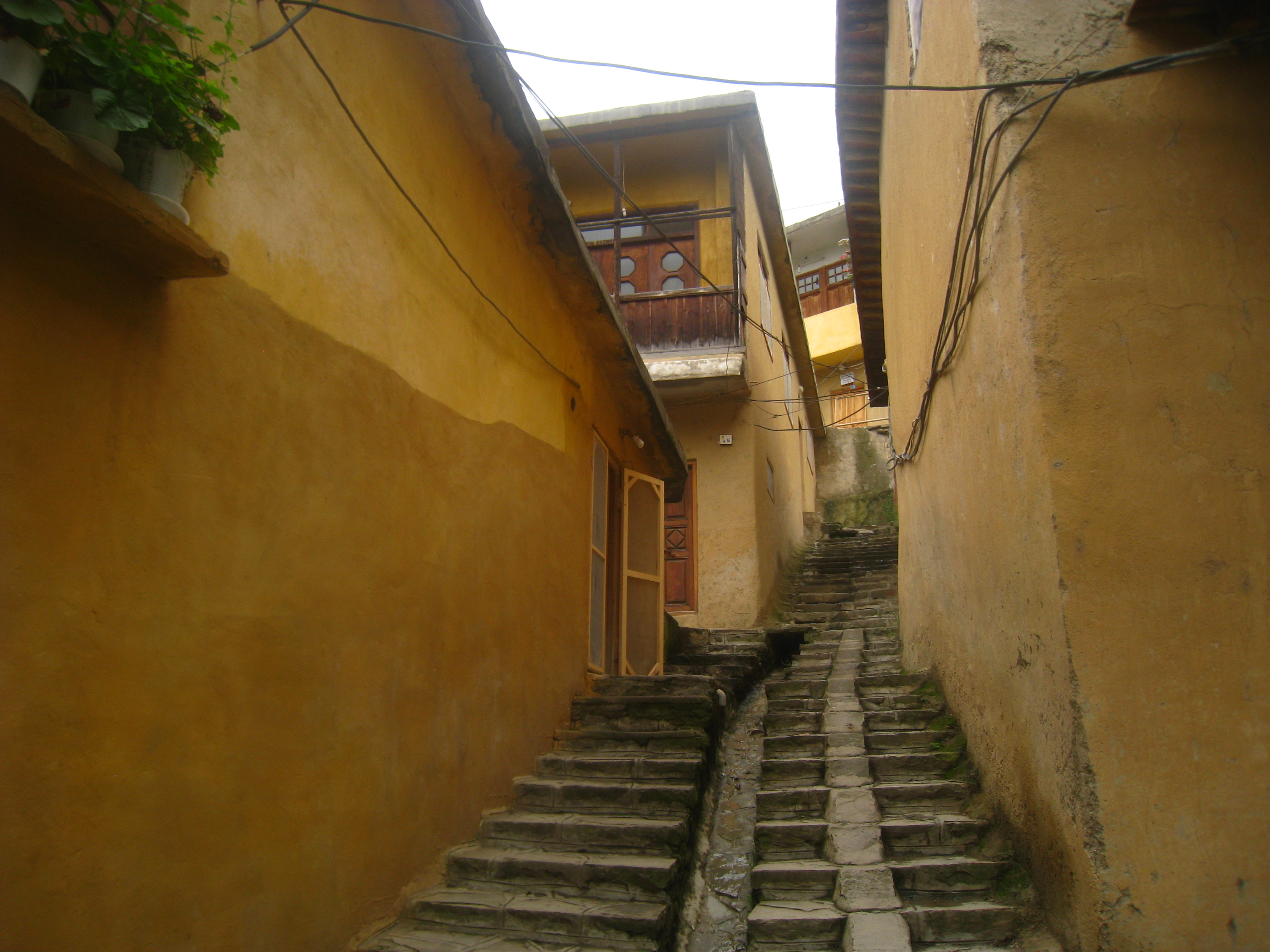
کوچه‌های ماسوله
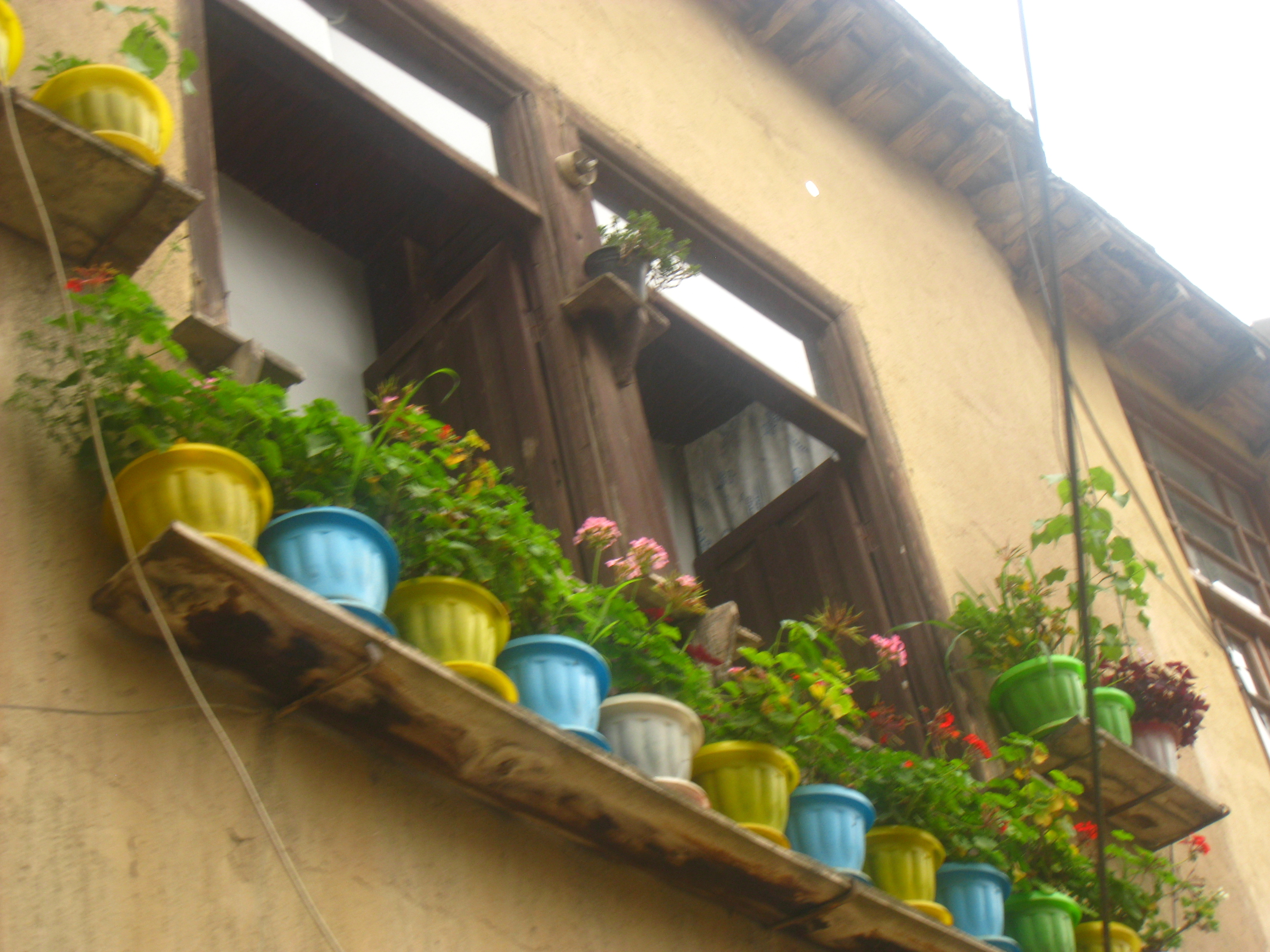
نمای خانه‌ها
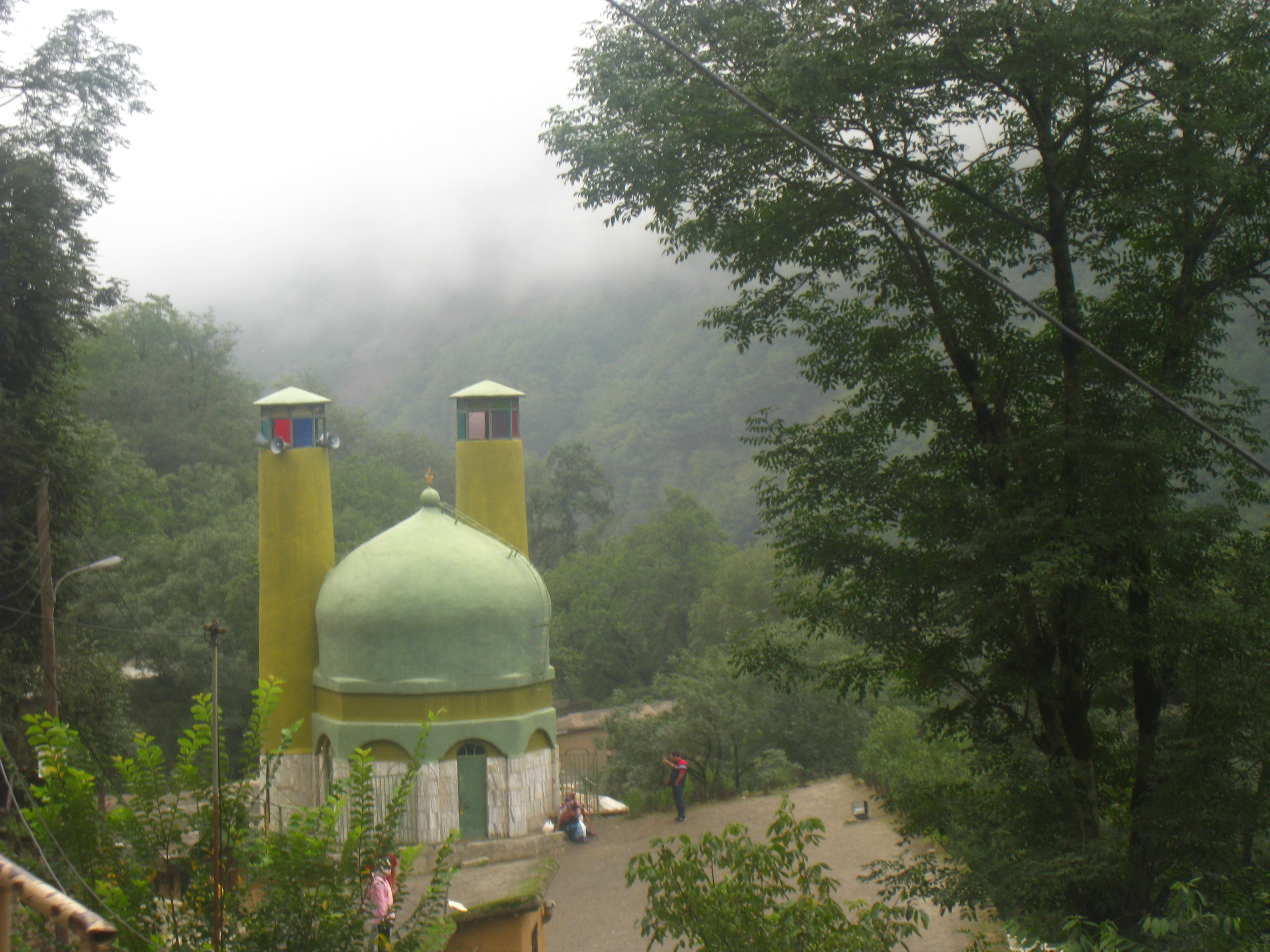
مسجد ماسوله